# 1 Camelopardalis
1 Camelopardalis (kurz  1 Cam) ist ein lichtschwacher, mit dem bloßen Auge gerade noch sichtbarer, wohl optischer (nicht gravitativ gebundener) Doppelstern im Sternbild Giraffe (lateinisch Camelopardalis), der mit einer scheinbaren Gesamthelligkeit von 5,43m am Nachthimmel leuchtet. Die Entfernung der 5,78m hellen Hauptkomponente 1 Cam A zur Erde beträgt nach neuen, im Dezember 2020 veröffentlichten Auswertungen der Messergebnisse der Raumsonde Gaia etwa 2580 Lichtjahre. Die Eigenbewegung des Hauptsterns wurde von Gaia zu 2,775 Millibogensekunden in Richtung Rektaszension und −3,783 Millibogensekunden in Richtung Deklination gemessen. Sein 6,82m heller Begleiter 1 Cam B stand im Jahr 2018 etwa 10,4 Bogensekunden von ihm entfernt; der Winkelabstand der beiden Komponenten nahm damit in den letzten 200 Jahren um etwa 1,5 Bogensekunden ab. Laut den Gaia-Messungen befindet sich der Begleitstern in ungefähr 2910 Lichtjahren Entfernung von der Erde und hat eine Eigenbewegung von 0,775 Millibogensekunden in Richtung Rektaszension sowie −3,211 Millibogensekunden in Richtung Deklination. Interstellarer Staub schwächt das Licht der beiden Sterne um etwa 1,5 Größenklassen ab.
1 Camelopardalis A und sein Begleiter gehören der Camelopardalis OB1-Sternassoziation an, die etwa 3000 Lichtjahre von der Erde entfernt ist. Der Hauptstern ist ein massereicher, heißer Stern etwa der Spektralklasse B0, der sich von der Hauptreihe wegentwickelt hat und in das Riesenstadium eingetreten ist. Bei 1 Cam B handelt es sich ebenfalls um einen massereichen, blauweiß schimmernden, heißen Stern. Er ist ein Unterriese der Spektralklasse B1. Beide Sterne werden in nicht allzu ferner Zukunft als Supernova explodieren.
Die projizierte Rotationsgeschwindigkeit von 1 Camelopardalis A beträgt 275 km/s, eine der höchsten je gemessenen; damit dreht sich der Stern in weniger als zwei Tagen einmal um seine Achse. Sein Begleiter 1 Cam B rotiert dagegen so langsam, dass seine Umdrehungsgeschwindigkeit nicht messbar ist. 1 Cam A ist ein veränderlicher Stern aus der Klasse der Beta-Cephei-Sterne und trägt als solcher die Bezeichnung DL Camelopardalis. Seine Helligkeit schwankt mit einer Periode von 0,22132 Tagen (= 5,312 Stunden) nur um maximal 0,04 Größenklassen.